# 嵐の庭
『嵐の庭』（あらしのにわ）は、東海テレビ制作・フジテレビ系列で、1976年5月24日 - 7月9日に放送された昼ドラマである。

## 概要
平和な家庭に突如巻き起こった対立を描く。

## キャスト
- 南田洋子
- 高橋昌也
- 田島令子
- 宇田川智子

## スタッフ
- 監督 - 蔵原惟繕
- 脚本 - 高橋玄洋